# Gawrysiak
Gawrysiak – polskie nazwisko. Na początku lat 90. XX wieku w Polsce nosiły je 1827 osoby. Wywodzi się z pochodnej imienia Gawrzyjał, ludowej formy Gabriela.

## Osoby noszące nazwisko
- Janina Gawrysiak (ur. 1939) – polska historyk i archiwistka;
- Jerzy Gawrysiak (1928–2007) – polski ekonomista i polityk;
- Piotr Gawrysiak (ur. 1974) – polski informatyk i bibliolog.